# Karol Divín
Karol Divín (Budapeste, 22 de fevereiro de 1936 – 6 de abril de 2022) foi um patinador artístico eslovaco que competiu pela extinta Tchecoslováquia. Ele conquistou uma medalha de prata olímpica em 1960, e duas medalhas em campeonatos mundiais.

## Morte
Divín morreu em 6 de abril de 2022, aos 86 anos de idade.

## Principais resultados
| Resultados                                                            | Resultados        | Resultados        | Resultados        | Resultados       | Resultados      | Resultados      | Resultados       | Resultados      | Resultados       | Resultados      | Resultados        | Resultados    |
| Internacional                                                         | Internacional     | Internacional     | Internacional     | Internacional    | Internacional   | Internacional   | Internacional    | Internacional   | Internacional    | Internacional   | Internacional     | Internacional |
| Evento/Temporada                                                      | 1953– 1954        | 1954– 1955        | 1955– 1956        | 1956– 1957       | 1957– 1958      | 1958– 1959      | 1959– 1960       | 1960– 1961      | 1961– 1962       | 1962– 1963      | 1963– 1964        |               |
| --------------------------------------------------------------------- | ----------------- | ----------------- | ----------------- | ---------------- | --------------- | --------------- | ---------------- | --------------- | ---------------- | --------------- | ----------------- | ------------- |
| Jogos Olímpicos                                                       |                   |                   | 5.º               |                  |                 |                 | Medalha de prata |                 |                  |                 | 4.º               |               |
| Campeonato Mundial                                                    |                   | 5.º               | 6.º               |                  | 6.º             | 5.º             |                  |                 | Medalha de prata | 4.º             | Medalha de bronze |               |
| Campeonato Europeu                                                    | Medalha de bronze | Medalha de bronze | Medalha de bronze | Medalha de prata | Medalha de ouro | Medalha de ouro | WD               |                 | Medalha de prata |                 | Medalha de bronze |               |
| Nacional                                                              |                   |                   |                   |                  |                 |                 |                  |                 |                  |                 |                   |               |
| Campeonato Tchecoslovaco                                              | Medalha de ouro   | Medalha de ouro   | Medalha de ouro   | Medalha de ouro  | Medalha de ouro | Medalha de ouro | Medalha de ouro  | Medalha de ouro | Medalha de ouro  | Medalha de ouro | Medalha de ouro   |               |
|                                                                       |                   |                   |                   |                  |                 |                 |                  |                 |                  |                 |                   |               |
| Legenda: WD = Abandonou; Competição não foi disputada nesta temporada |                   |                   |                   |                  |                 |                 |                  |                 |                  |                 |                   |               |